# 1141
1141 (MCXLI) je bilo navadno leto, ki se je po julijanskem koledarju začelo na sredo.

## Dogodki

### Evropa

#### Angleška državljanska vojna (1135-1154)
- 2. februar - Bitka pri Lincolnu: odločujoča zmaga angleških podpornikov kronske dedinje cesarice Matilde nad angleškim kraljem Štefanom Bloiškim, ki je oblegal utrdbo Lincoln, a podcenil številčnost in vojaško moč upornikov. Kraj Štefan je v bitki ujet, zaprt in za kratek čas Angliji zavlada cesarica Matilda.↓
- 7. april - 1. november → Začetek in konec vladanja cesarice Matilde. Njen nominalen naziv je Gospodarica Angležev (Lady of the English).↓
- 24. junij - Londončani preprečijo vstop cesarici Matildi, ker jim ni ustregla zahtevam po znižanju davkov. Državljanska vojna se obnovi.
- 14. september - Razmerja se v spopadu pri Winchesterju izenačijo. Angleška kraljica Matilda Boulognjska, soproga kralja Štefana, z manevrom preseneti vojsko cesarice Matilde in ujame njenega vodilnega generala in polbrata Roberta Fitzroyja.
- 1. november - Menjava ujetnikov: angleški kralj Štefan Bloiški za uporniškega generala Roberta Fitzroyja. Kralj Štefan se ponovno zavihti na prestol, cesarica Matilda se vrne v Francijo.
- 25. december - Ponovno kronanje Štefana Bloiškega in Matilde Boulognjske za angleško kraljico in kralja.

#### Ostalo
- 14. maj - Sefardski judovski filozof Juda Halevi iz Aleksandrije odpluje proti Palestini. Glede na to, da po tem datumu o njem ni znano kaj več, je verjetno umrl nekje na poti v Jeruzalem.
- 9. september - Bitka pri Qatwanu: Yelü Dashi, bivši general dinastije Liao in ustanovitelj Karakitanskega kanata, odločujoče porazi združene Seldžuke, ki jih vodi sultan Ahmad Sandžar, in njihove vazale Karahanide. Zgodbe o tej bitki, ki so dosegle Sveto deželo, so služile za nastanek legende o nadduhovniku Janezu.
  - Kitani vključijo Karahanide v svojo državno ureditev kot vazale z veliko mero avtonomije. 1212 ↔
- 18. oktober - Po smrti avstrijskega mejnega grofa Leopolda IV.[1], tako Avstrijo kot Bavarsko nasledi Henrik Jasomirgott[2].

- november - Yue Fei, general dinastije Južni Song, je v ofenzivi proti dinastiji Jin tik pred zavzetjem bivše prestolnice Kaifeng, ko ga cesar Gaozong odpokliče. Kolikor bi namreč Yue Fei zavzel Kaifeng, bi ponovno postal cesar Quinzong, ki je bil v ujetništvu na dvoru Jinov.↓
- → Sporazum iz Shaoxinga: dinastiji Južni Song in Jin skleneta mirovni sporazum, določita meje in tributaren odnos Songa do Jina.↓
- → Cesar Severnega Songa v ujetništvu Qinzong dobi vrednostno nevtralen naziv vojvode ene od mejnih provinc (pred tem je imel naziv markiz Dvakrat Moteni). Njegov oče Huizong dobi posthumno naziv kneza iste province.
- Prvi val nemških kolonistov iz Saške prispe v Transilvanijo. Dovoljenje za naselitev je dal madžarski kralj Andrej II..

## Rojstva
- 23. april - Malcolm IV., škotski kralj († 1165)
- 27. maj - Eisai, japonski zen budistični menih († 1215)

Neznan datum
- Nizam Gandževi, perzijski pesnik († 1209)
- Sofija Minska, danska kraljica žena († 1198)

## Smrti
- 10. junij - Rihenza  Northeimska, saksonska vojvodinja, rimsko-nemška cesarica, soproga Lotarja III. (* 1087)
- 18. oktober - Leopold IV., avstrijski mejni grof, et. al. (* 1108)

Neznan datum
- Ahmad-e Džami, perzijski sufi (* 1048)
- Hugo od sv. Viktorja, nemški (ali francoski) filozof in teolog (* 1096)
- Juda Halevi, španski judovski zdravnik, pesnik in filozof  (* 1075)
- Roger Salisvuryjski, angleški nadškof, lord kancler